# A Letter from Home
A Letter from Home ist ein britischer Kurzfilm von Carol Reed. Der Dokumentarfilm erschien 1941 während des Zweiten Weltkriegs in englischer Sprache und war 1942 für den Oscar nominiert.

## Handlung
Im Film geht es um einen Brief, den eine Mutter aus London an ihre Kinder richtet, die auf Grund der Bombenangriffe auf London evakuiert wurden und nun bei einer US-amerikanischen Gastfamilie wohnen. In dem Brief berichtet die Mutter von ihrem Tagesablauf, unter anderem ist sie als Luftschutzhelferin zu sehen.

## Hintergrund
A Letter from Home ist einer von mehreren patriotischen Werken des Regisseurs Carol Reed, der damit sein Heimatland während des Zweiten Weltkriegs zu unterstützen versuchte. Der Film wurde unter Aufsicht des britischen Bildungsministeriums gedreht. In dem Film, der später auch zur Anstellung von Reed beim Army Kinematographic Service führte, wird das Leben der Londoner als täglicher Akt des Mutes, der Loyalität und der Opferbereitschaft dargestellt.